# Cerkev sv. Vida, Griblje
Cerkev svetega Vida v Gribljah je podružnična cerkev Župnije Podzemelj.
Predhodnoca cerkve na tem kraju je bila v pisnih virih prvič omenjena leta 1526, ko naj bi jo zgradili. To je hkrati tudi prva omemba vasi Griblje. Današnjo, baročno podobo, je cerkev dobila v 18. stoletju.